# Wizzo
Wizzo (auch Waso, Wasso, Wiso, Wizo) war von 804 bis 809 Erzbischof von Trier. 

## Leben
Über das Leben und Wirken von Wizzo ist nur wenig bekannt. Er ist nur in der Trierer Bischofsliste überliefert.
Es gibt die These, dass er mit dem aus England stammenden Schüler des Alkuin Candidus Wiz(z)o identisch ist. Andere sehen in ihm einen früheren Abt des Klosters Mettlach.
Im Jahr 806 hat er möglicherweise an der Reichsversammlung in Diedenhofen teilgenommen, auf der die Divisio Regnorum beschlossen wurde.